# James W. Dawes

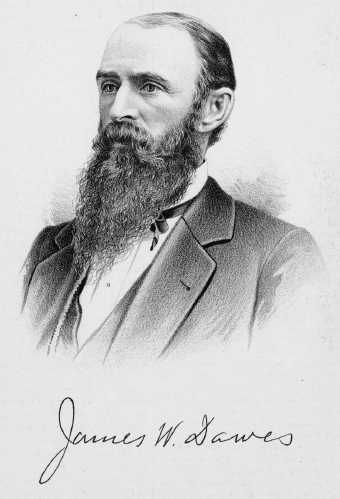

James William Dawes (* 8. Januar 1844 in McConnelsville, Ohio; † 8. Oktober 1918 in Milwaukee, Wisconsin) war ein US-amerikanischer Politiker und zwischen 1883 und 1887 der sechste Gouverneur des Bundesstaates Nebraska.

## Frühe Jahre und politischer Aufstieg
James Dawes wuchs in Ohio und Wisconsin auf, wo er auch die örtlichen Schulen besuchte. Später vervollständigte er seine schulische Ausbildung am Western Reserve College in Ohio und am Milwaukee Business College. Nach einem Jurastudium wurde er 1871 als Rechtsanwalt zugelassen. Nach seinem Umzug nach Crete in Nebraska ließ er sich dort als Anwalt nieder.
Dawes war Mitglied der Republikanischen Partei. Im Jahr 1875 war er Mitglied der Kommission, die die Verfassung von Nebraska überarbeitete. 1877 wurde er in den Staatssenat gewählt. Zwischen 1876 und 1882 war er Vorsitzender der Republikanischen Partei von Nebraska. 1880 war er Delegierter zur Republican National Convention in Chicago, auf der James A. Garfield als Präsidentschaftskandidat nominiert wurde. 1882 wurde er als Kandidat seiner Partei gegen den früheren Territorialgouverneur Julius Sterling Morton zum neuen Gouverneur gewählt.

## Gouverneur von Nebraska
Dawes trat sein neues Amt am 4. Januar 1883 an. Nach einer erfolgreichen Wiederwahl im Jahr 1884 (wieder gegen Morton) konnte er insgesamt vier Jahre lang amtieren. In diesen vier Jahren wurde das Schulsystem des Staates verbessert. Sowohl die landwirtschaftliche Produktion als auch das Industriewachstum wurde gesteigert.
Nach dem Ende seiner Amtszeit war Dawes zunächst wieder als Anwalt in Crete sowie als Kurator des dortigen Doane College tätig. Während des Spanisch-Amerikanischen Krieges wurde er Zahlmeister bei der US Army. Diesen Posten behielt er bis zum Jahr 1909. In dieser Zeit diente er sowohl auf Kuba als auch auf den Philippinen. Nach seiner Zeit bei der Armee zog er nach Milwaukee, wo er am 8. Oktober 1918 verstarb. James Dawes war mit der 1908 verstorbenen Francis Anna Dawes verheiratet. Das Dawes County in Nebraska wurde nach ihm benannt.